# 世界シャンチー連合会
世界シャンチー連合会（中国語：世界象棋联合会 （shìjiè
xiàngqí liánhéhuì）、英語：World Xiangqi Federation 略称WXF）は、シャンチー（中国象棋）を統括する国際競技団体である。1993年創立。秘書処（事務局）は中国北京市東城区天壇東路80号に置かれている。
2年に1度開催される世界シャンチー選手権を主催している。
日本の国内競技団体として日本シャンチー協会を承認している。